# Pontus Wikner
Carl Pontus Wikner (født 19. maj 1837 i Kikerud i Dalsland, død 15. marts 1888 i Kristiania) var en svensk filosof.
Han levede sin barndom i knappe kår; 1856 blev han student, men afbrød sine studier ved Uppsala Universitet for at ernære sig som huslærer 1858—60. I de derpå følgende år blev han stærkt grebet af den Boströmske filosofi; 1862 blev han kandidat, og året efter erhvervede han sig doktorgraden ved en afhandling: Undersokningar om enhet och mångfald. Som docent holdt Wikner i Uppsala en række stærkt besøgte forelæsninger i slutningen af 1860'erne; omkring 1870 begynder hans egentlige produktion. I 1873 blev han lektor i kristendom og hebraisk. I en afhandling: Om egenskapen och närgränsende tankeföremål (1880) havde Wikner taget afstand fra nogle punkter i den Boströmske filosofi, og en samtidig afhandling, rettet mod den konventionelle kønsmoral: Kulturens offerväsende, havde vakt forargelse i visse kredse; yngre akademikere søgte imidlertid at skaffe ham et personligt professorat, men 1884 modtog han tilbuddet om et professorat ved Kristiania Universitet. Senere søgte han et professorat ved universitetet i Uppsala; der var megen strid om hans ansættelse, og udfaldet af konkurrencen tvivlsomt, men midt under denne strid bortrevs han af døden.
Wikners hele filosofi er båret af en religiøs interesse; gennem en række populære afhandlinger har han søgt at klarlægge sin stilling til kristendommen. Hans standpunkt kan nærmest karakteriseres som teistisk; men, som han lagde stor vægt på den menneskelige personlighed, opfatter han også Gud som personlig i analogi med mennesket. Medens hans tidligere filosofi helt var klædt i den Boströmske filosofis abstrakte spekulationer, søgte han i 1880'erne ud over disse, idet han indså, at Boströms tidløse idéverden var uholdbar. Klarest træder denne hans kritik af Boström frem i det posthume værk: Tidsexistensens apologi (1888); han står her som repræsentant for en mere realistisk retning inden for den svenske filosofi, selv om hans uddannelse og hele hans standpunkt forhindrede ham i klart at hævde den empiriske filosofis principper mod den Boströmske efterromantik. Hans største betydning lå i den rent personlige indflydelse, han udøvede på sine elever. Hans indsats kan også spores overalt i den svenske idealisme (Viktor Rydberg, Vitalis Norström) og kristendom (Nathan Söderblom), idet han i sig forener nationens anlæg for oversanselig stræben og alvorsfuld selvfordybelse. Hans mest læste skrifter er de personligt religiøse: Tankar och frågor inför menniskones son, I (1872, 2. oplag 1888), Religiösa meditationer och föredrag, I—III (1873—75), I mensklighetens livsfrågor, I—II (1899). Wikners Samlade predikningar er udgivne af Oscar Quensel 1899; hans Vittra skrifter i urval af Karl Warburg (2. udgave 1920).